# Lijst van beelden in De Friese Meren
Dit is een (onvolledige) chronologische lijst van beelden in De Friese Meren. Onder een beeld wordt hier verstaan elk driedimensionaal kunstwerk in de openbare ruimte van de Nederlandse gemeente De Friese Meren, waarbij beeld wordt gebruikt als verzamelbegrip voor sculpturen, standbeelden, installaties, gedenktekens en overige beeldhouwwerken.
| Geplaatst  | Omschrijving                                      | Kunstenaar                             | Straat                                                                   | Plaats          | Materiaal                                                  | Afbeelding                                 |
| ---------- | ------------------------------------------------- | -------------------------------------- | ------------------------------------------------------------------------ | --------------- | ---------------------------------------------------------- | ------------------------------------------ |
| 1922       | Monument ds. Hoite Godert Dornseiffen (obelisk)   | onbekend                               |                                                                          | Terhorne        | hardsteen                                                  |                                            |
| 1939       | De Wildeman                                       | Meint Visser                           | De Schulpen                                                              | Lemmer          |                                                            |                                            |
| 1950       | Ta oantinken oan Jetze Veldstra                   | Willem Valk                            | Aan het hek van de Nederlands Hervormde Kerk, J. Veldstraweg 31          | Ouwsterhaule    | brons en hardsteen                                         | Ta oantinken oan Jetze Veldstra            |
| 1952       | Verzetsmonument                                   | Nico Onkenhout                         | Midstraat                                                                | Joure           | natuursteen                                                | Nico Onkenhout,1952                        |
| 1955       | Har dea us frijdom                                | Nico Onkenhout                         | Lemster Toer                                                             | Lemmer          | brons                                                      |                                            |
| 1959       | Wonderbare visvangst                              | Marijcke Visser                        | Riensingel                                                               | Lemmer          | geëmailleerd koperplaat                                    |                                            |
| 1961       | De Iendracht                                      | Anno Smith                             | Appartementencomplex De Iendracht, Slotmolen                             | Sint Nicolaasga | keramiek                                                   | Anno Smith,1961                            |
| 1965       | Lassers                                           | Kunstenaar onbekend                    | Riensingel, Eben Haëzer                                                  | Lemmer          | keramiek                                                   |                                            |
| 1970       | Veulen van Fries Paard                            | Maria van Everdingen                   | Koningin Julianalaan                                                     | Joure           | brons                                                      | Maria van Everdingen, 1970                 |
| 1972       | Zonder titel                                      | Jentsje Popma                          | RABO bank, Scheen 8                                                      | Joure           | sgraffito                                                  | Jentsje Popma,1972                         |
| 1975       | Het Duet                                          | Guus Hellegers                         | E.A. Borgerstraat                                                        | Joure           | brons                                                      | Guus Hellegers,1975                        |
| 1975       | Vissen                                            | Arend Ypma                             | Schokker                                                                 | Lemmer          | beton                                                      | Arend Ypma, 1975                           |
| 1976       | Gevelplastiek sporthal "De Trime"                 | Siebe Kooystra                         | Herman Gorterstraat                                                      | Balk            |                                                            |                                            |
| 1976       | Wandplastiek                                      | Cobi Doevendans                        | Rk/PC Basisschool De Takomst, Ageommelane 14                             | Bakhuizen       | keramiek                                                   | Cobi Doevendans,1976                       |
| 1979       | Jongetje bij vogeldrinkplaats                     | Maria van Everdingen                   | O.B.S. ’t Hazenleger, Siemen De Jongstraat                               | Balk            | brons                                                      | Maria van Everdingen,1979                  |
| 1979       | De Kopergieter                                    | Annet Haring                           | Geelgieterstraat                                                         | Joure           | brons                                                      | Annet Haring,1982                          |
| 1982       | Herman Gorter                                     | Suze Boschma-Berkhout                  | F.D. Hoekstraplein                                                       | Balk            | brons                                                      | Suze Boschma-Berkhout,1982                 |
| 1982       | De Drie Toeristen                                 | Annet Haring                           | Midstraat                                                                | Joure           | brons                                                      | Annet Haring,1982                          |
| 1983       | It Klimmerblêd                                    | Hannie Mein                            | R.K. Basisschool “ It Klimmerblêd”, De Bast                              | Sint Nicolaasga | keramiek                                                   | Hannie Mein,1983                           |
| 1984       | Spelende kinderen                                 | Annet Haring                           | Chr. Scholengemeenschap Gaesterlân, Douwe Aukesstraat                    | Balk            | brons                                                      | Annet Haring,1984                          |
| 1987       | Triangel                                          | Frits Stauthamer                       | Voor het Toanhûs, Vegelinsweg 6                                          | Joure           | staal                                                      | Frits Stauthamer,1987                      |
| 1989       | De Wandelaars                                     | Frans Ram                              | Heremastrate                                                             | Joure           | hardsteen, marmer                                          | Frans Ram,1989                             |
| 1990       | It Húne Skip                                      | Elsberg & Draaijers                    | Plantsoen aan het Helmhout, wijk Skipsleat                               | Joure           | cortènstaal, keien en hardsteen                            | It Húne Skip                               |
| 1990       | Jongetje op een bank                              | Suze Boschma-Berkhout                  | Bij de ingang van de jachthaven Lutsmond                                 | Balk            | brons                                                      | Zonder titel (zitbank)                     |
| 1990       | De Lemster Fiskersman                             | Bert Kiewiet                           | Kortestreek                                                              | Lemmer          | brons                                                      |                                            |
| 1990       | Joods monument                                    | F. Kroes                               | Plattedijk                                                               | Tacozijl        | steen en glas                                              |                                            |
| 1991       | Etty Hillesum                                     | Pieter Starreveld                      | Hal Gemeentehuis, Dubbelstraat 1                                         | Balk            | brons                                                      | Etty Hillesum                              |
| 1991       | D.E.Bank                                          | Hilda Kanselaar                        | D.E.Plein                                                                | Joure           | staal                                                      | D.E.bank                                   |
| 1992       | Speelplastiek                                     | Henk Lampe                             | Hoek Dubbelstraat / Jachthavendijk                                       | Balk            | beton en r.v.s.                                            | Speelplastiek Balk                         |
| 1992       | Speelplastiek                                     | Henk Lampe                             | Aan de Sluisdijk bij de afslag Hettebaes                                 | Joure           | beton, roestvast staal                                     | Henk Lampe,1992                            |
| 1994       | De Poarten fan Sinnebuoren                        | Henk Lampe                             | Sinnebuorren                                                             | Joure           | staal                                                      | Henk Lampe,1994                            |
| 1994       | Tempeltje                                         | Gerlof Hamersma                        | J.Veldstraweg, naast de N.H.Kerk                                         | Ouwsterhaule    | messing, baksteen en hardsteen                             | Tempeltje                                  |
| 1994       | De gang                                           | Peter Hiemstra                         | Verzorgingshuis Doniahiem, Stationsstraat                                | Sint Nicolaasga | keramiek                                                   | Peter Hiemstra,1994                        |
| 1995       | De muzeman                                        | Frits Stoop                            | Baron van Hardenbroeckstraat                                             | Sint Nicolaasga | brons                                                      | Frits Stoop,1995                           |
| 1995       | Het baken                                         | Nout Visser                            | Helmhout                                                                 | Joure           | staal                                                      | Nout Visser,1994                           |
| 1995       | De Waterschenker                                  | André van der Linde                    | Voor Woningver. Zuidwest-Friesland, Zuidelijke Rondweg                   | Balk            | graniet en r.v.s.                                          | De waterschenker                           |
| 1995       | Eigen haard                                       | Johan Rietberg                         | Industrieterrein ‘Eigen haard’ voor het gebouw van Buitendienst Gemeente | Balk            | staal en r.v.s.                                            | Eigen haard                                |
| 1995, 2006 | Vredesmonument                                    | Foke Winia Twijnstra                   | Hoek Buorren / Joop Schweitzerstritte                                    | Elahuizen       | r.v.s.                                                     | Vredesmonument                             |
| 1996       | Libel                                             | Anton Heitkamp                         | Milieutechnologiebedrijf Paques, T. de Boerstraat 11                     | Balk            | diverse metalen                                            | Libel (Balk)                               |
| 1996       | Tsjûke en March                                   | Frits Stoop                            | Lodo van Hamelpad                                                        | Echten          | brons                                                      |                                            |
| 1996       | De wolf                                           | Anne Woudwijk                          | Utbuorren                                                                | Terhorne        | hardsteen                                                  | Anne Woudwijk,1996                         |
| 1996       | De wjukken                                        | Rien Goené                             | Bramerstraat                                                             | Idskenhuizen    | brons op een sokkel van beton                              | De wjukken, idskenhuizen                   |
| 1997       | Monument ter nagedachtenis aan woonoord Wyldemerk | Hein Mader                             | Wyldemerkwei, Kamp Wyldemerk                                             | Harich, Rijs    | r.v.s.                                                     |                                            |
| 2000, 2005 | De Reedrydster                                    | Evert van Hemert                       | Oordenwei                                                                | Kolderwolde     | brons en cortenstaal                                       | De reedrydster                             |
| 2000, 2005 | Famke op’e bolle                                  | Evert van Hemert                       | Oordenwei                                                                | Kolderwolde     | brons                                                      | Famke op de bolle                          |
| 2000, 2005 | Venus van Kolderwolde met poes                    | Evert van Hemert                       | Oordenwei                                                                | Kolderwolde     | brons                                                      | De venus van kolderwolde met poes          |
| 2000, 2005 | De laatste kerkgangster                           | Evert van Hemert                       | Oordenwei                                                                | Kolderwolde     | brons                                                      | De laatste kerkgangster                    |
| 2000, 2005 | Verleiding                                        | Evert van Hemert                       | Oordenwei                                                                | Kolderwolde     | brons                                                      | De verleiding                              |
| 2000, 2005 | De trekzakspeelster                               | Evert van Hemert                       | Oordenwei                                                                | Kolderwolde     | brons                                                      | De trekzakspeelster                        |
| 2000, 2005 | Naar de stad                                      | Evert van Hemert                       | Oordenwei                                                                | Kolderwolde     | brons                                                      | Naar de stad                               |
| 2000, 2005 | Milk Maid                                         | Evert van Hemert                       | Oordenwei                                                                | Kolderwolde     | brons                                                      | Milk Maid                                  |
| 2000, 2005 | Sietske                                           | Evert van Hemert                       | Oordenwei                                                                | Kolderwolde     | brons                                                      | Sietske                                    |
| 2000, 2005 | Europa                                            | Evert van Hemert                       | Oordenwei                                                                | Kolderwolde     | brons                                                      | Europa (Kolderwolde)                       |
| 2000, 2005 | Klaske                                            | Evert van Hemert                       | Oordenwei                                                                | Kolderwolde     | brons                                                      | Klaske                                     |
| 2000       | Voorsteven                                        | Hennie de Boer                         | Pontdijk bij de passantenhaven                                           | Langweer        | cortenstaal, r.v.s.                                        | Voorsteven (Langweer)                      |
| 2000       | Oog                                               | Ids Willemsma                          | In weiland (waterwingebied) aan de weg Sneek / Lemmer (N 354)            | Spannenburg     | staal                                                      | Oog (Spannenburg)                          |
| 2001       | Hotze de Roos                                     | Froukje Herkströter-Postma             | Koailân                                                                  | Terhorne        | brons                                                      | Froukje Herkströter-Postma, 2001           |
| 2001       | De verbinding                                     | Dirk Hakze                             | Minirotonde Séwei                                                        | Joure           | r.v.s., kunststof                                          | De verbinding                              |
| 2001       | Voor de vrijwilligers                             | Albert Oost                            | Welzijnsorganisatie Miks, Brugstraat 1                                   | Joure           | brons                                                      | Voor de vrijwilligers                      |
| 2001       | Egbert Douwe de Jong                              | Ken Lutters                            | D.E. museum/VVV                                                          | Joure           | brons                                                      | Egbert Douwe de Jong                       |
| 2002       | Boeg en Golf                                      | Siebe Kooystra                         | Schans                                                                   | Lemmer          | cortenstaal                                                | Siebe Kooistra, 2002                       |
| 2002       | De Pûst                                           | Albert Oost                            | Vissersburen                                                             | Lemmer          | cortenstaal                                                |                                            |
| 2002       | De grins fan greide en wetter                     | Ria Groenhof                           | Fedde Schurerplein                                                       | Lemmer          | gewapend beton op een basis van basaltblokken en r.v.staal |                                            |
| 2003       | Monument voor het ongedoopte kind                 | Doetie Trinks                          | R.K.begraafplaats                                                        | Bakhuizen       | brons                                                      | Monument voor het ongedoopte kind          |
| 2003       | Het Grote Gezicht                                 | Maree Blok en Bas Lugthart             | Haskerveldweg                                                            | Joure           | cortènstaal                                                | Het grote gezicht                          |
| 2003       | De Gaasterlânske Swing                            | Heide van Krimpen-Pavenstadt           | Natuurgolfbaan, Sminkewei 10                                             | Oudemirdum      | brons                                                      | De Gaasterlânske Swing                     |
| 2004       | Zitelement                                        | Hein Mader                             | In de tuin van het D.E. Museum / VVV kantoor                             | Joure           | staal                                                      | Hein Mader,2004                            |
| 2005       | Reinheid,licht en lucht                           | John Deckers                           | Tuin achter het Gemeentehuis bij het voormalige Heremastate              | Joure           | staal en cortènstaal                                       | Reinheid,licht en lucht                    |
| 2006       | De zondvloed is nakende!                          | Thomas Widdershoven en George Moormann | Prinses Margriet Sluizen                                                 | Lemmer          | beton                                                      | Thomas Widdershoven en George Moorman,2006 |
| 2006       | Monument voor Jozeph en Sarah Blok                | Marcus Noordmans                       | Jozeph en Sarah Blok Park aan de Markerstraat                            | Lemmer          | r.v.s.                                                     | Marcus Noordmans,2006                      |
| 2006       | Fean Stobbegean                                   | Gerrit Terpstra                        | Plantsoen Zwarteweg / Grevenweg en dorpshuis ‘De Sethage’                | Vegelinsoord    | cortenstaal                                                | Fean Stobbegean                            |
| 2007       | Aukje                                             | Evert van Hemert                       | Runwei/Lytse Jerden                                                      | Sloten          | brons en cortenstaal                                       |                                            |
| 2007       | De Marskramer                                     | Evert van Hemert                       | Midstraat                                                                | Joure           | brons                                                      | De marskramer                              |
| 2007       | Skip mei lading                                   | Ids Willemsma                          | Sewei                                                                    | Joure           | cortenstaal en staal                                       | Skip mei lading                            |
| 2007       | Dansen                                            | Rob Cerneüs                            | In de tuin voor het Museum Joure                                         | Joure           | brons                                                      | Dansen (Joure)                             |
| 2009       | Het kind is er nog                                | Naomi Elburg                           | Hoofdweg                                                                 | Echten          | brons                                                      | Naomi Elburg, 2009                         |
| 2010       | Toegangspoort slottuin                            | Ids Willemsma                          | Freule van Swinderenstraat                                               | Rijs            | staal                                                      |                                            |
| 2011       | Zonder titel                                      | Hilda Kanselaar                        | Dorpsplein, OBS De Ynset                                                 | Rottum          | keramiek,verf                                              | Hilda Kanselaar,2011                       |
| 2011       | Bankje                                            |                                        | Park Heremastate                                                         | Joure           | staal                                                      |                                            |
| 2013       | Bert Kuiper-fontein                               |                                        | Park Heremastate                                                         | Joure           | staal                                                      |                                            |
| 2015       | Kaskade                                           | Klaas Gubbels                          | bij Museum Joure                                                         | Joure           | cortenstaal en verf                                        |                                            |
| 2016       | Steven Lemster aak                                | Rein van den Berg                      |                                                                          | Lemmer          | staal en hout                                              |                                            |
| 2018       | Kievietfontein                                    | Lucy & Jorge Orta                      | Plein Koestraat/ Haverkamp                                               | Sloten          | brons met coating                                          | Lucy & Jorge Orta, 2018                    |
|            | Keramiek zuil                                     |                                        | Raadhuisstraat                                                           | Balk            | keramiek                                                   |                                            |
|            | Mien Skip                                         |                                        | van Swinderenstraat                                                      | Balk            | stalen frame                                               |                                            |
|            | Stoel op 1 poot                                   |                                        | Raadhuisstraat                                                           | Balk            |                                                            |                                            |
|            | Stoel                                             |                                        | oever van de Luts                                                        | Balk            | hout                                                       |                                            |

Achtkarspelen ·
Ameland ·
Dantumadeel ·
De Friese Meren ·
Harlingen ·
Heerenveen ·
Leeuwarden ·
Noardeast-Fryslân ·
Ooststellingwerf ·
Opsterland ·
Schiermonnikoog ·
Súdwest-Fryslân ·
Smallingerland ·
Terschelling ·
Tietjerksteradeel ·
Vlieland ·
Waadhoeke ·
Weststellingwerf